# Törpeoposszum

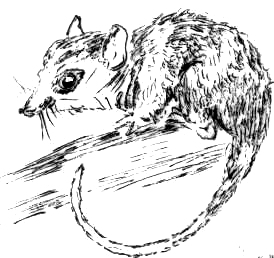
Egy rajz a fajról

A törpeoposszum (Dromiciops gliroides) a törpeoposszumok (Didelphimorphia) rend egyedüli ma élő faja.

## Származása
Élő kövületnek számít, a rendjének és családjának kihalt nemei a következők: Eomicrobiotherium, Ideodelphys, Khasia, Mirandatherium, Pitheculus

## Előfordulása
A dél-amerikai kontinens déli részének tengerszint feletti 425–1135 m magasan fekvő hűvös, párás erdeinek lakója, ahol előnybe részesíti a chilei bambuszt (Chusquea). Politikai szempontból Argentína és Chile területén őshonos állatfaj.
Az élőhelyének szűkülése, valamint a behurcolt vándorpatkánnyal való versengés fenyegeti. Az IUCN vörös listáján a mérsékelten fenyegetett (Near Threatened) kategóriában szerepel.

## Megjelenése
A törpeoposszum apró, egérszerű erszényes - testhossza 83–130 mm, farokhossza 90–132 mm és tömege 16,7–31,4 g, a nőstények lényegesen hosszabbak a hímeknél.
Szőrruhája selymes, rövid, sűrű felül fakó-szürke színű, viszont a hasa piszkos sárgásfehér színű. A pofája halványszürke színű, van fekete "gyűrűje" a szintén fekete - méghozzá csillogó - szeme körül, a feje teteje, a tarkója és a nyaka fahéjszínű. A fülei lekerekítettek, mind a kettőt rövid szőr fed, a törpeoposszumnak mind a négy lába robusztus, így az állat nehézkesen mozog. A farka a tövénél vastag, viszont a farokhegye elkeskenyedett.

## Életmódja
Többnyire éjjeli életmódú, mobilis és magányos állat - akárcsak a többi amerikai erszényes -, territóriumának területe nem ismert. A farkával kapaszkodik meg a faágba.
Rovarokat és egyéb gerincteleneket zsákmányol, kiegészítőként fogyaszt növényi táplálékot - pl. gyümölcsök. Kutatások bizonyítják, hogy a faj környezetében élő növények 80%-ának magvait elfogyasztja a gyümölcsökből, így az állat belébe sértetlenül eljutnak, így fontos szerepet játszik az erdő életében.
Természetes ragadozói a patagón róka (Lycalopex griseus), Darwin róka (Lycalopex fulvipes) valamint a gyöngybagoly (Tyto alba). A fehér ember által behozott házi macska sem veti meg.
A párzási időszak augusztustól szeptemberig tart. Állítólag a párzási időszak alatt a nőstény és a hím párt alkotnak. 3-4 hónapig tartó vemhesség végén - novemberben - elli meg az anyaállat 1-5 kölykék, "akik" az erszényben vannak. December elején merészkednek ki a kölykök az erszényből, a kölykök márciusban válnak függetlenné az anyaállattól. Az ivarérettség - a hím és a nőstény esetében - 1-2 évesen kezdődik.
A vadon élő egyedek élettartama ismeretlen, fogságban 26 hónapig élt a legmagasabb kort elérő egyed.

## Egyéb
Az állatfaj spanyol (helyi) neve "Monito del Monte" - annyit tesz "hegyi majom" -, de igazából taxonómiai szempontból nem főemlős.
Akárcsak a legtöbb erszényesnek a törpeoposszumnak is az erszényében négy csecsbimbó van, ott fejlődik és növekszik kölyke.

## Külső hivatkozások
- Angol nyelvű fajleírás
- Képek interneten a fajról